# NGC 7556A
NGC 7556A في الفهرس العام الجديد، هي مجرة، تقع في كوكبة الحوت. اكتشفت بواسطة ويليام هيرشل.

## روابط خارجية
- NGC 7556A على موقع ويكي سكاي: DSS2, SDSS, GALEX, IRAS, Hydrogen α, X-Ray, Astrophoto, Sky Map, Articles and images